# Kaple Rooslepa
Kaple Rooslepa (estonsky Rooslepa kabel) je kaple ve vesnici Rooslepa v obci Lääne-Nigula, v kraji Läänemaa, v Estonsku. Kaple náleží pod farnost svaté Kateřiny EELK Noarootsi. Vedle kaple se nachází rooslepský hřbitov, který je kulturní památkou Estonska.

## Historie
Původně v Rooslepě stála dřevěná kaple ze 17. století, která byla při stavbě nové zděné kaple přestěhována do vesnice Sutlepa a v roce 1970 do Estonského národního skanzenu v Talinu. Novou kamennou kapli nechal postavit Mathias Rösler, pán panství Riguld z vesnice Rooslepa. Stavba byla zahájena v roce 1834 a dokončena v roce 1835. Na stavbě se podíleli: mistr tesař Johan Klingberg, malíř Anders Åberg, zedník Anders Söman a předák Johan Treiberg. Varhany z roku 1863 byly nahrazeny většími v roce 1905.
V roce 1932 kapli navštívil švédský korunní princ Gustav Adolf, na jeho počest byla v kapli umístěna deska s jeho podpisem. Ta byla dočasně přemístěna v kostele v Noarootsi a vrátila se až po obnově kaple.
Bohoslužby v kapli se konaly až do roku 1949, kdy byla uzavřena a začala chátrat. V sedmdesátých letech 20. století byla vyrabována a pomalu degradovala. V osmdesátých letech 20. století z ní zbyly jen obvodové zdi. V roce 1997 byly shromážděny prostředky na obnovu kaple a v roce 2006 byla obnova dokončena. Kaple byla obnovena za podpory strukturálních fondů Evropské unie, Švédského kulturního fondu krále Gustava VI. Adolfa, občanského sdružení Riguld-Noarootsi, obce Noarootsi a mnoha dárců. Dne 12. srpna 2007 byla kaple vysvěcena.

## Popis
Jednolodní kaple s 425 místy k sezení byla 23,8 m dlouhá a 11,4 m široká. V západním průčelí byla postavená věž se dvěma zvony. Sakristie byla na evangelijní straně od oltáře oddělená zděnou příčkou.

## Krádež církevního majetku
V době druhé světové války větší část obyvatel uprchla do Švédska a vzala s sebou církevní majetek, který byl uschován ve Švédském národním historickém muzeu ve Stockholmu a 35 let tajen z obavy, aby si jej nemohl nárokovat Sovětský svaz. V roce 2013 se církevní předměty vrátily do farnosti Noaroots a byly vystaveny v kapli. V noci 22. července 2013 bylo 17 kusů církevních předmětů zcizeno. Po dva a půl roce byly předměty nalezeny a vráceny farnosti.